# Кембліни
Кембліни (пол. Kębliny) — село в Польщі, у гміні Зґеж Зґерського повіту Лодзинського воєводства.
Населення — 366 осіб (2011).

## Демографія
Демографічна структура станом на 31 березня 2011 року:
|          | Загалом | Допрацездатний вік | Працездатний вік | Постпрацездатний вік |
| -------- | ------- | ------------------ | ---------------- | -------------------- |
| Чоловіки | 189     | 32                 | 133              | 24                   |
| Жінки    | 177     | 24                 | 113              | 40                   |
| Разом    | 366     | 56                 | 246              | 64                   |